# Poniaty
Poniaty – wieś w Polsce położona w województwie podlaskim, w powiecie siemiatyckim, w gminie Perlejewo.
W latach 1975–1998 miejscowość administracyjnie należała do województwa łomżyńskiego.
Wierni kościoła rzymskokatolickiego należą do parafii Trójcy Przenajświętszej w Ciechanowcu.

## Historia
Wieś założyli w XV wieku rycerze ze wsi Poniaty w ziemi zakroczymskiej. Na przełomie XV i XVI wieku mieszkańcy byli w stanie wystawić 3. konnych jeźdźców na przegląd pospolitego ruszenia w roku 1528. W końcu XVI w. nazwę wsi zapisywano jako Poniaty Zagaine. Do największych właścicieli należał ówcześnie Rafał z Poniatów. Tutejsi rycerze przyjęli nazwisko Poniatowscy. 
Na początku XIX wieku Dominik Ciecierski, marszałek obwodu białostockiego wykupił większość drobnych gospodarstw w Poniatach i przyłączył do folwarku Kostusin. Pozostali mieszkańcy zamienili swoje grunty z właścicielami drobnoszlacheckimi z Leszczy, Perlejewa i Pieczysk. Poniaty przeniesiono z parafii perlejewskiej do parafii ciechanowieckiej, do której należał Kostusin.
Na przełomie XIX i XX wieku ziemia została tu rozparcelowana i ponownie powstały Poniaty, zwane kolonią. 
W okresie międzywojennym wieś liczyła kilka domów. W tym czasie działał tu młyn należący do Stanisława Klepackiego.